# Tuoyaozi (köpinghuvudort i Kina, Heilongjiang Sheng, lat 46,24, long 130,78)
Tuoyaozi (kinesiska: 驼腰子, 驼腰子镇) är en köpinghuvudort i Kina. Den ligger i provinsen Heilongjiang, i den nordöstra delen av landet, omkring 320 kilometer öster om provinshuvudstaden Harbin. Antalet invånare är 20 518. Befolkningen består av 9 999 kvinnor och 10 519 män. Barn under 15 år utgör 14,0 %, vuxna 15-64 år 79 %, och äldre över 65 år 6,0 %.
Runt Tuoyaozi är det ganska tätbefolkat, med 86 invånare per kvadratkilometer. Närmaste större samhälle är Huanan, 19,5 km väster om Tuoyaozi. I omgivningarna runt Tuoyaozi växer i huvudsak blandskog.
Genomsnittlig årsnederbörd är 843 millimeter. Den regnigaste månaden är juli, med i genomsnitt 164 mm nederbörd, och den torraste är januari, med 5 mm nederbörd.